# Dietrich Beyer
Dietrich Beyer (* 30. Mai 1941 in Eberswalde/Brandenburg) war von 1990 bis 2006 Richter am deutschen Bundesgerichtshof.

## Leben
Nach zwei erfolgreichen juristischen Examina trat Beyer 1969 in den Justizdienst des Freistaates Bayern ein. Dort wurde er als Staatsanwalt, danach als Richter am Landgericht Würzburg und beim Oberlandesgericht Bamberg tätig.
Beyers Ernennung zum Richter am Bundesgerichtshof erfolgte 1990. Während seiner Tätigkeit dort war Beyer sowohl im VIII. Zivilsenat als auch im 1. Strafsenat mit Rechtsstreitigkeiten befasst.
Nach Erreichen der Altersgrenze trat Beyer am 31. Mai 2006 in den Ruhestand.